# مجلس الإشراف (فيسبوك)
مجلس الإشراف هو هيئة تتخذ قرارات تقييد المحتوى سابق الإعداد على منصات وسائل التواصل الاجتماعي فيسبوك وإنستغرام. وافق مارك زوكربيرغ، الرئيس التنفيذي لشركة فيسبوك، على إنشاء مجلس الإدارة في نوفمبر عام 2018، بعد وقت قصير من اجتماعه مع الأستاذ بكلية الحقوق في جامعة هارفارد نوح فيلدمان، الذي اقترح إنشاء مجلس شبه قضائي على فيسبوك. وقد وصفه زوكربيرغ بأنه نوع من «المحكمة العليا»، نظرًا إلى دوره في التسوية والتفاوض والوساطة، بما في ذلك سلطة تجاوز قرارات الشركة.
أعلن زوكربيرغ عن الفكرة لأول مرة في نوفمبر عام 2018، وبعد فترة من التشاور العام، أعلن عن الأعضاء المؤسسين العشرين لمجلس الإدارة في مايو عام 2020. وبدأ المجلس عمله رسميًا في 22 أكتوبر عام 2020، وأصدر قراراته الخمسة الأولى في 28 يناير عام 2021، مع استئناف أربعة من أصل خمسة تغييرات لإجراءات فيسبوك فيما يتعلق بالمسائل. وقد كان موضوعًا لتكهنات وتغطية إعلامية كبيرة منذ إعلانه، وظل كذلك بعد إحالة قرار فيسبوك بتعليق نشاط دونالد ترامب بعد اقتحام كابيتول الولايات المتحدة عام 2021.

## التاريخ

### التأسيس
في نوفمبر عام 2018، بعد الاجتماع مع الأستاذ نوح فيلدمان بكلية الحقوق في جامعة هارفارد، الذي اقترح إنشاء مجلس شبه قضائي على فيسبوك للإشراف على تقييد المحتوى، وافق الرئيس التنفيذي مارك زوكربيرغ على إنشاء مجلس الإدارة. ومن بين أهداف المجلس تحسين عدالة عملية الاستئناف، وإعطاء الإشراف والمساءلة لمصدر خارجي، وزيادة الشفافية. تشكل المجلس على غرار النظام القضائي الفيدرالي للولايات المتحدة، إذ يعطي مجلس الإشراف قرارات تتوافق مع القرارات السابقة.
بين أواخر عام 2017 وأوائل عام 2018، عين فيسبوك برينت سي. هاريس، الذي عمل سابقًا في اللجنة الوطنية لبريتيش بتروليوم للتسرب النفطي في ديب واتر هورايزن والحفر البحري، وكمستشار للمنظمات غير الربحية، ليصبح مدير الشركة للشؤون العالمية. قاد هاريس الجهود لإنشاء مجلس الإدارة، ورفع تقاريره إلى نك كلغ، الذي أرسل تقاريره مباشرة إلى زوكربيرغ. مثلما أرجع هاريس الفضل لمشاركة كلغ، قائلاً إن الجهود المبذولة لتأسيس مجلس الإدارة «لم تكن لتتحرك في غياب رعاية نك»، وإنها «توقفت داخل الشركة حتى تولى نك الأمور فعليًا».
في يناير عام 2019، تلقى فيسبوك مسودة ميثاق لمجلس الإدارة، وبدأت فترة من المشاورات العامة وورش العمل مع الخبراء والمؤسسات والأشخاص حول العالم. وفي يونيو عام 2019، أصدر فيسبوك تقريرًا من 250 صفحة يلخص النتائج التي توصل إليها وأعلن أنهم بصدد البحث عن أشخاص للعمل في مجلس مكون من 40 شخصًا (انتهى الأمر بالمجلس إلى 20 عضوًا).
في يناير عام 2020، عُين خبير حقوق الإنسان البريطاني والمدير التنفيذي السابق للمادة 19 توماس هيوز مديرًا لإدارة مجلس الإشراف. وقيل إن بقية أعضاء مجلس الإدارة سيعينون «في الأشهر المقبلة».

### النشاط
في 6 مايو عام 2020، أعلن فيسبوك عن الأعضاء العشرين الذين سيشكلون مجلس الإشراف. ووصف نائب الرئيس للشؤون العالمية والاتصالات في فيسبوك، نك كلغ، المجموعة بأنها تمتلك «مجموعة واسعة من الآراء والخبرات» والذين عاشوا في «أكثر من 27 دولة»، ويتحدثون «29 لغة على الأقل»، ولكن ربع المجموعة واثنين من الرؤساء المشاركين الأربعة من الولايات المتحدة، والتي أعرب بعض خبراء حرية التعبير وحوكمة الإنترنت عن مخاوفهم بشأنها. ثم في يوليو عام 2020، أُعلن أن مجلس الإدارة لن يبدأ العمل إلا «في وقت لاحق من العام». بدأ المجلس بقبول القضايا في 22 أكتوبر عام 2020. وقد لاحظ أعضاء المجلس أن الأمر سيستغرق عدة سنوات حتى يجري فهم التأثير الكامل لمجلس الإدارة وقراراته.

### أولى القرارات والإجراءات
في 28 يناير عام 2021، حكم المجلس في خمسة قرارات تقييد اتخذها فيسبوك، وألغى أربعة منها وأيد قرارًا واحدًا. جميع القرارات كانت بالإجماع ما عدا واحدًا. حدد كل حكم بأغلبية أصوات لجنة مؤلفة من خمسة أعضاء من مجلس الإدارة، بما في ذلك عضو واحد على الأقل من المنطقة التي نشأت فيها المشاركة الخاضعة للإشراف.

#### قرار صور طفل سوري في ميانمار
في أكتوبر عام 2020، نشر أحد مستخدمي فيسبوك في ميانمار صورًا التقطها المصور الصحفي التركي نيلوفر دمير لجثة الطفل السوري الكردي آلان كردي، مصحوبة بنص باللغة البورمية مفاده أن هناك «خطأ» في علم النفس أو العقلية. من المسلمين أو الرجال المسلمين. وقد قارن النص الهجمات الإرهابية في فرنسا ردًا على وصف محمد مع صمت نسبي مؤكد من قبل المسلمين ردًا على الإبادة الجماعية للأويغور في الصين، وأكد أن هذا السلوك أدى إلى فقدان التعاطف مع هؤلاء. مثل الطفل في الصورة.
عند مراجعة قرار فيسبوك بإزالة المنشور، سعى المجلس إلى إعادة ترجمة المنشور، وأشار إلى أنه يمكن قراءة المنشور على أنه إهانة موجهة للمسلمين، ولكن يمكن أيضًا قراءته كتعليق على تناقض ملحوظ في تناول ردود فعل المسلمين على الأحداث في فرنسا والصين.

#### قرار تصوير الكنائس الأذربيجانية
جرى التعليق على منشور يُظهر الكنائس في باكو، أذربيجان بجملة باللغة الروسية «مؤكدٌ أن للأرمن علاقات تاريخية مع باكو لا يملكها الأذربيجانيون»، في إشارة إلى الأذربيجانيين ذوي الإثنية الطاجيكية. ووجد المجلس أن المنشور يضر بسلامة وكرامة الأذربيجانيين، وبالتالي أيد إزالته.

#### قرار صور سرطان الثدي
في أكتوبر عام 2020، نشرت امرأة برازيلية سلسلة من الصور على موقع إنستغرام التابع لفيسبوك، متضمنة ثديين مكشوفين مع حلمة ثدي مرئية، كجزء من حملة دولية للتوعية بسرطان الثدي. جرى التأكيد على أن الصور تظهر أعراض سرطان الثدي، وأشارت إلى ذلك بنص باللغة البرتغالية، والتي فشل نظام المراجعة الآلي للموقع في فهمها.
أزيلت الصور ثم استعيدت لاحقًا. طلب فيسبوك إسقاط المراجعة باعتبارها موضع جدل، لكن المجلس اختار مراجعة الإجراء مع ذلك، ووجد أن أهمية المشكلة تجعلها أكثر فائدة لمجلس الإدارة لإصدار حكم بشأن القضية الأساسية. مثلما رأى المجلس أن إزالة المنشور كانت غير لائقة، لأنه أثر على حقوق الإنسان للمرأة، وأوصى بإدخال تحسينات على عملية صنع القرار لإلغاء هذه الوظائف. على وجه الخصوص، أوصى المجلس بإبلاغ المستخدمين باستخدام آليات مراجعة المحتوى الآلية، ومراجعة معايير مجتمع إنستغرام للسماح صراحةً بالصور التي تحتوي حلمات الثدي في منشورات التوعية بسرطان الثدي، وأن يوضح فيسبوك أن معايير المجتمع الخاصة به لها الأسبقية على الموجودة لدى إنستغرام.

#### قرار إسناد غوبلز الخاطئ
في أكتوبر عام 2020، نشر أحد مستخدمي فيسبوك اقتباسًا منسوبًا بشكل غير صحيح إلى النازي يوزيف غوبلز، جاء فيه أن نداء العاطفة والغريزة أهم من نداء الحقيقة. لم يكن في المنشور أي صور أو رموز. حذف فيسبوك المنشور بموجب سياسته التي تحظر الترويج للأفراد والمنظمات الخطرة، بما في ذلك غوبلز. استأنف مستخدم الحساب، مؤكدًا أن المنشور كان يهدف إلى التعليق على دونالد ترامب. وجد المجلس أن الأدلة أيدت هذا التأكيد ورأت أن هذا المنشور لا يشير إلى دعم غوبلز، وأمر باستعادته، مع التوصية بأن فيسبوك يجب أن يشير للمستخدمين الذين ينشرون عن هؤلاء الأشخاص «يجب على المستخدم أن يوضح أنه لا يمدحهم ولا يدعمهم».